# EV Electra Quds Rise
EV Electra Quds Rise – niezrealizowany projekt elektrycznego samochodu sportowego klasy średniej wyprodukowany pod libańską marką EV Electra w 2021 roku.

## Historia i opis modelu
Pod koniec kwietnia 2021 roku libański startup EV Electra przedstawił pierwsze informacje na temat swoich planów związanych z produkcją pierwszego seryjnego samochodu i zarazem pierwszego elektrycznego pojazdu w historii libańskiego przemysłu. 
Model Quds Rise powstał w formie przedprodukcyjnego prototypu zbudowanego od podstaw do ostatecznej formy przez zespół w Bejrucie, którego prezentacja w towarzystwie prezesa EV Electry, Jihada Mohammada, odbyła się w stolicy Libanu. Nazwa pojazdu nawiązuje do określenia Jerozolimy w języku arabskim, al-Quds.
Pod kątem wizualnym Quds Rise przyjęło postać awangardowo stylizowanego 2-drzwiowego coupe, z licznymi obłymi akcentami w nieregularnie ukształtowanej sylwetce. Reflektory przyjęły agresywny kształt, z kolei centralny punkt pasa przedniego przyozdobił obły wlot powietrza z logo EV Electra. Tylną część nadwozia przyozdobił z kolei dyfuzor i rozbudowane imitacje wlotów powietrza.
Dwumiejscowa kabina pasażerska pojazdu została utrzymana w minimalistycznym wozrnictwie, wyróżniając się centralnie umieszczonym, wertykalnym dotykowym wyświetlaczem systemu multimedialnego o przekątnej 15,9 cala.

### Sprzedaż
Zamówienia na Quds Rise rozpoczęto zbierać tuż po premierze, pod koniec kwietnia 2021 roku. Cena za egzemplarz pojazdu została określona na równowartść ok. 30 tysięcy dolarów amerykańskich, z kolei produkcja i dostawy pierwszych egzemplarzy została zaplanowana na połowę 2022 roku. Producent zakładał roczną wielkość produkcji na ok. 10 tysięcy sztuk, z kolei sposób przyjmowania płatności za samochody ma zostać dostosowany do trudnych warunków gospodarczych panujących w Libanie w związku z kryzysem finansowym - nabywca może zapłacić połowę wartości samochodu w dolarach amerykańskich, a drugą w formie nieoprocentowanej przez 5 lat pożyczki spłacanej w funtach libańskich o atrakcyjniejszym kursie niż na czarnym rynku. Produkcja nie doszła do skutku.

### Dane techniczne
EV Quds Electra napędzany jest przez silnik elektryczny o mocy 160 KM, który pozwala rozpędzić się do 100 km/h w 5 sekund i osiągnąć maksymalnie 165 km/h. Bateria litowo-jonowa o pojemności 50 kWh umożliwia przejechanie na jednym ładowaniu do 450 kilometrów.